# Kosmos 188
Kosmos 188 (ros. Космос-188) – bezzałogowy lot kosmiczny w ramach programu Sojuz. Misja Kosmos 188 służyła testowaniu manewru dokowania statków na orbicie okołoziemskiej.
Kosmos 188 miał połączyć się na orbicie ze statkiem Kosmos 186, wystrzelonym trzy dni wcześniej. Dokowanie miało charakter automatyczny, oba bezzałogowe statki spotkały się na orbicie. Manewr nie przebiegł zgodnie z planem, statki połączyły się dopiero przy drugiej próbie, jednak w niewłaściwym ustawieniu, wskutek czego nie doszło do połączenia układów elektrycznych. Po rozłączeniu Kosmos 188 wszedł w atmosferę pod ostrym kątem i znacząco zboczył z zakładanego kursu. Kapsuła uległa samozniszczeniu; oficjalnie podano, że doszło do miękkiego lądowania.